# Tierra Lleunesa
Tierra Lleunesa – niewielka hiszpańska organizacja terrorystyczna z Leónu.

## Historia
Grupa działała w połowie lat 80. Miała na koncie kilka małych zamachów bombowych na obiekty uznane przez nią za wrogie interesom Leónu.

## Ideologia
Wyznawała doktrynę marksistowsko-leninowską i popierała tzw. „leonesismo“. Celem organizacji było wywalczenie autonomii dla Leónu.